# Hubert Glaser
Hubert Glaser (* 23. Dezember 1928 in Schweinfurt; † 24. Juni 2019) war ein deutscher Historiker.

## Leben
Hubert Glaser studierte Geschichte an der Ludwig-Maximilians-Universität München. 1957 wurde er mit der Dissertation „Beati Dionysii qualiscumque Abbas. Studien zu Selbstbewußtsein und Geschichtsbild des Abtes Suger von Saint-Denis“ zum Dr. phil. promoviert. 1961 erhielt er einen Ruf an die Pädagogische Hochschule Essen. Bereits 1964/65 hatte Glaser ein erstes Konzept für das heute in Regensburg entstandene Museum für Bayerische Geschichte entwickelt.
Von 1967 bis 1969 amtierte er als Rektor der Pädagogischen Hochschule Ruhr. 1971 erfolgte die Berufung Glasers auf den Lehrstuhl für Didaktik der Geschichte an der Pädagogischen Hochschule München-Pasing, die seit 1973 als Erziehungswissenschaftliche Fakultät der Ludwig-Maximilians-Universität München bestand.
1973 berief man Glaser in den Bayerischen Landesdenkmalrat. Von 1973 bis 1975 amtierte er als Dekan der Erziehungswissenschaftlichen Fakultät der Universität München. 1976 übernahm Glaser die Leitung der Ausstellung „Kurfürst Max Emanuel. Bayern und Europa um 1700“, die viel Publikum in das Schloß Schleißheim lockte.
1977 wurde er in die Leitung des Instituts für Bayerische Geschichte aufgenommen. Von 1978 bis 1981 leitete er das Haus der Bayerischen Geschichte und übernahm 1980 die Leitung der Ausstellungstrilogie „Wittelsbach und Bayern“. 1990 wurde Glaser in die Sachverständigenkommission des Deutschen Historischen Museums Berlin berufen. Fünf Jahre später erfolgte seine Emeritierung. Seit 2003 gehörte er der Kommission für bayerische Landesgeschichte bei der Bayerischen Akademie der Wissenschaften an.
Seit 1998 leitete er das DFG-Projekt „Edition des Briefwechsels zwischen König Ludwig I. und Leo von Klenze“.
Glaser konzentrierte seine Forschungen auf:
- auf die Landesgeschichte Bayerns, vorwiegend des 18. und 19. Jahrhunderts,
- auf die bayerischen Könige Ludwig I., Ludwig III. und Maximilian II.,
- auf Leo von Klenze sowie
- auf die Stadtgeschichte von Freising

Hubert Glaser lebte mit seiner Familie in Freising, wo er sich für den Historischen Verein Freising engagierte. Zudem war er Beirat im Bayernbund sowie Ehrenmitglied der katholischen Studentenverbindung K.B.St.V. Rhaetia München. Er starb im Juni 2019 im Alter von 90 Jahren.

## Werke

### Autor
- Geschichte Bayerns auf fünf Teilkarten: Süddeutsche Territorien um 1789, Maßstab 1:500 000; Das Königreich Bayern um 1860 1:500 000; Die Römer in Bayern um 200 n.Chr. 1:1 200 000; Das bayerische Stammesherzogtum 788 1:1 200 000; Das Herzogtum Bayern um 970 1:1 200 000 (H. Glaser, mit H.-M. Körner). Schulwandkarte, 220 × 150 cm, Darmstadt 1988.
- Der Bischof von Freising. In: Freising. 1250 Jahre Geistliche Stadt, Bd. I. Hrsg. v. Peter Steiner und Hans Ramisch. München 1994, S. 20–32.
- „In Bayern herrscht und regiert der König“. Ludwig I. König von Bayern (1786–1868). In: Peter Gauweiler, Christoph Stölzl (Hrsg.): Bayerische Profile. München 1995, S. 143–172.
- Zum Verhältnis von Kunstpolitik und Staatspolitik. In: König Ludwig I. von Bayern. Fragen zur Forschung. In: Zeitschrift für bayerische Landesgeschichte 58 (1995), S. 114–119.
- Ludwig III. König von Bayern. Skizzen aus seiner Lebensgeschichte. In: Katalog zur Ausstellung in Wildenwart. Hrsg. v. Max Oppel. Prien a. Ch. 1995, S. 11–58.
- Ludwig II. und Ludwig III. – Kontraste und Kontinuitäten. In: Zeitschrift für bayerische Landesgeschichte 59 (1996), S. 1–14.
- Über Motivkombinationen in der Bau- und Kunstpolitik Ludwigs I. In: Norges Forskningsrad. Deutsch-Norwegisches Stipendienprogramm für Geschichtswissenschaften. Bericht über das 8. deutsch-norwegische Historikertreffen in München, Mai 1995. Oslo 1996, S. 164–206.
- Die Historischen Galerien Maximilians II. von Bayern. In: Winfried Nerdinger (Hrsg.): Zwischen Glaspalast und Maximilianeum. Architektur in Bayern zur Zeit Maximilians II. von Bayern. Katalog, München 1997, S. 28–45.
- Nadie sin fructo. Die bayerischen Herzöge und die Jesuiten im 16. Jahrhundert. In: Reinhold Baumstark (Hrsg.): Rom in Bayern. Kunst und Spiritualität der ersten Jesuiten. Katalog, München 1997, S. 55–82.
- Ein Bildungserlebnis des Kronprinzen Maximilian. In: Arbeitshefte des Bayerischen Landesamts für Denkmalpflege (= Arbeitshefte, 100). München 1998, S. 741–754.
- Das Nationalmuseum des Königs Louis Philippe im Schloß zu Versailles – Deutsche und bayerische Perspektiven 1837–1869. In: Ulrich Baumgärtner, Monika Fenn (Hrsg.): Münchner Geschichtsdidaktisches Kolloquium, Heft 4: Geschichte zwischen Kunst und Politik. München 2002, S. 11–31.
- Leo von Klenzes Bericht über seine ersten Begegnungen mit Kronprinz Ludwig von Bayern. Eine Studie über die Vorrede der Memorabilien. In: Konrad Ackermann, Alois Schmid, Wilhelm Volkert (Hrsg.): Bayern – Vom Stamm zum Staat. Festschrift für Andreas Kraus zum 80. Geburtstag, Bd. 2. München 2002, S. 285–319.
- Schwierige Erinnerung – Über das „Kaisergrab“ in der Münchner Frauenkirche und andere Denkmäler Kaiser Ludwigs des Bayern. In: Hermann Nehlsen, Hans-Georg Hermann (Hrsg.): Kaiser Ludwig der Bayer. Konflikte, Weichenstellungen und Wahrnehmung seiner Herrschaft. München 2002, S. 1–38.
- Beobachtungen zur Entstehungsgeschichte und zum Aufbau des Codex HV Ms. 318. In: Das Grabsteinbuch des Ignaz Alois Frey. Ein Zeugnis Freisinger Geschichtsbewußtseins nach 1803. Hrsg. v. Hubert Glaser. Regensburg 2002, S. 255–263.
- Ludwig I. von Bayern. Lebensgang und Leitbilder. In: Stadt Bozen (Hrsg.): Die Sehnsucht eines Königs. Ludwig I. von Bayern (1786–1868), die Romantik und Schloß Runkelstein. Bozen 2003, S. 119–140.
- „Schwung hatte er wie Keiner“ (Wilhelm von Kaulbach). König Ludwig I. von Bayern als Protektor der Künste. In: Herbert W. Rott (Hrsg.): Ludwig I. und die Neue Pinakothek. Köln 2003, S. 10–41.
- Der „sinnliche Eklektiker“ auf dem Thron und sein „Generalbevollmächtigter in Kunstsachen“. Zu der Beziehung zwischen König Ludwig I. von Bayern und Leo von Klenze. In: Franziska Dunkel, Hans-Michael Körner, Hannelore Putz (Hrsg.): König Ludwig I. von Bayern und Leo von Klenze. München 2004.

### Herausgeber
- 34. Sammelblatt des Historischen Vereins Freising. Freising 1995.
- Freising als Bürgerstadt, 35. Sammelblatt des Historischen Vereins Freising. Regensburg 1996.
- 36. Sammelblatt des Historischen Vereins Freising. Freising 1999.
- Freising wird bairisch. 37. Sammelblatt des Historischen Vereins Freising. Regensburg 2002.
- Das Grabsteinbuch des Ignaz Alois Frey. Ein Zeugnis Freisinger Geschichtsbewußtseins nach 1803. Regensburg 2002.

- König Ludwig I. von Bayern und Leo von Klenze: Der Briefwechsel (= Quellen zur Neueren Geschichte Bayerns, V). Erschienen 2004 (I), 2007 (II), 2011 (III).[2]
  - Teil I: Kronprinzenzeit König Ludwigs I.
  - Teil II: Die Königszeit König Ludwigs I. (1825–1848)
  - Teil III (1848 bis 1864): Nach dem Thronverzicht König Ludwigs I.[3]